# 사르다나팔루스

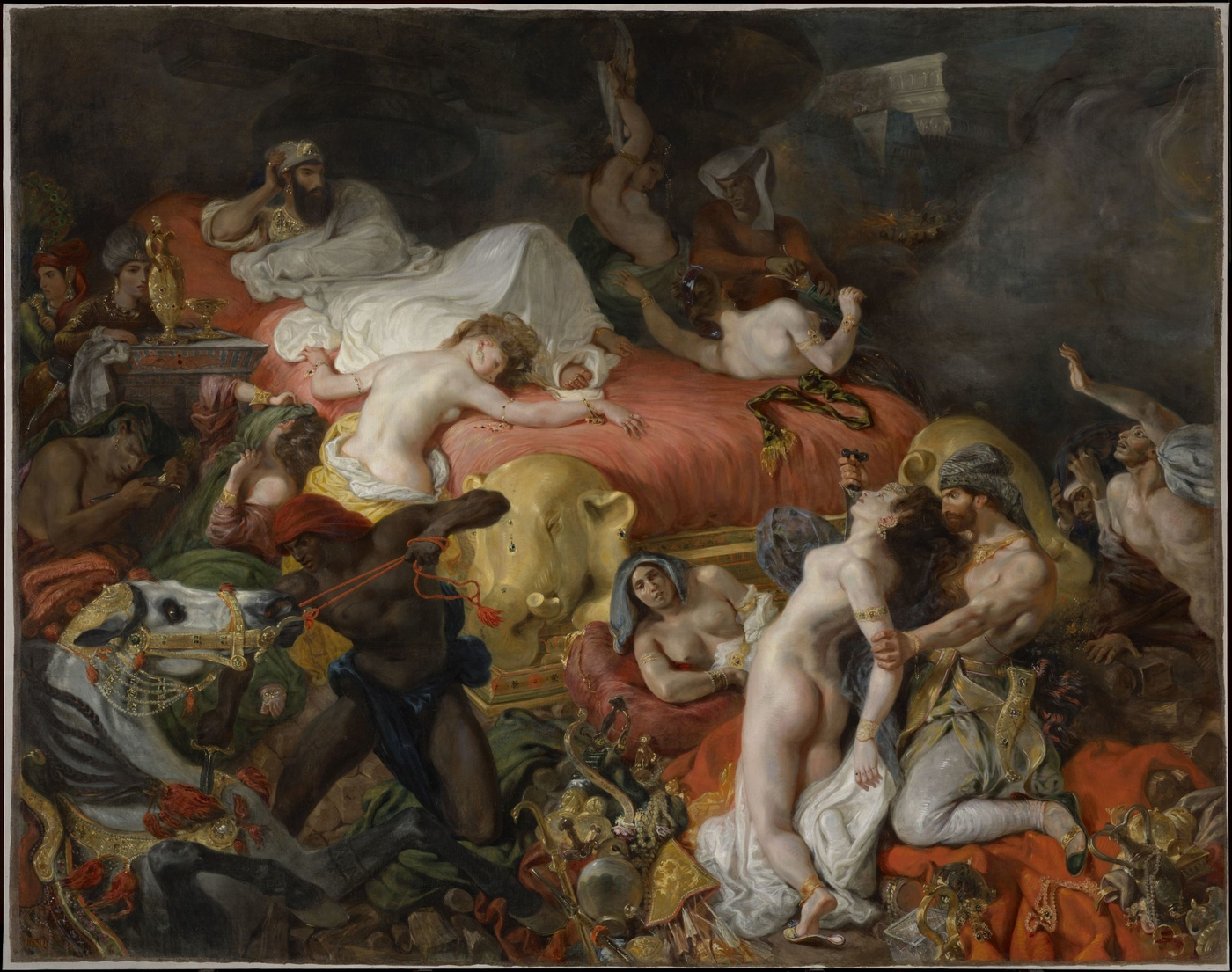
〈사르다나팔루스의 죽음〉

사르다나팔루스는 그리스 작가 크테시아스에 따르면 아시리아의 마지막 왕이었다. 크테시아스의 《페르시카》는 절전되었지만 디오도로스의 편집으로 알려져 있다. 사르다나팔루스는 아시리아왕 아슈르바니팔로 종종 확인된다. 그러나 그의 죽음은 아슈르바니팔의 형제 사마스숨우킨의 운명을 연상시킨다. 사르다나팔루스의 죽음은 낭만파 화가의 주제였다.

## 음악
케임브리지 대학교의 부교수 데이빗 트리핏이 바이런의 비극 《사르다나팔루스》에 기반을 둔 헝가리의 작곡가 프란츠 리스트의 오페라를 복원하였다. 1849년 리스트는 한 이탈리아 오페라를 작곡하다 손을 놓아 거의 170년 동안 아카이브에서 잠자고 있었다. 바이마르 아카이브에서 피아노와 성악을 위한 111쪽 1막의 자필 악보를 발견하고 복원하는 데 2년 이상이 소요되었다. 그전까지 종종 읽을 수 없고 결과적으로 판독이 불가능할 정도의 악필이라 쉽지 않았다. 이탈리아의 서정성과 혁신적인 화성이 독특하게 조화를 이루고 있는 것이 특징이다. 비평판은 2018년 '에디토 무지카 부다페스트 (유니버설 출판사)'에서 출판된다.

## 같이 보기
- 사르디스

## 참고 문헌
https://archive.today/20170308045638/https://www.cam.ac.uk/research/news/abandoned-liszt-opera-finally-brought-to-life-170-years-later